# Icterica westermanni
Icterica westermanni is een vliegensoort uit de familie van de boorvliegen (Tephritidae).

## Leefwijze
Deze soort voedt zich met bloemhoofdjes van kruiskruidsoorten.

## Verspreiding en leefgebied
Deze soort komt voor in Europa in heggen of op ruige of grazige plaatsen.